# Macrophara aneureta
Macrophara aneureta är en fjärilsart som beskrevs av Turner 1946. Macrophara aneureta ingår i släktet Macrophara och familjen praktmalar, Oecophoridae. Inga underarter finns listade i Catalogue of Life.